# 구미성리학역사관
구미성리학역사관은 경상북도 구미시에 있는 박물관이다.

## 연혁
- 2020년 10월 23일 구미성리학역사관 개관.